# Лихмеры
Лихмеры (лат. Lichmera) — род воробьиных птиц из семейства медососовых (Meliphagidae).

## Описание
Длина тела составляет 12—19 см, масса тела 7—17 г.

## Распространение
Обитают в Уоллесии, Новой Гвинее, Австралии и Меланезии.

## Систематика
В 1975 году австралийский орнитолог Ричард Шодд поместил роды мелких птиц (Ptiloprora, Phylidonyris, Acanthorhynchus, Certhionyx, Conopophila, Lichmera) в одну ветвь эволюции медососов.

### Классификация
Международный союз орнитологов относит к роду 9 видов:
- Lichmera alboauricularis (E. P. Ramsay, 1878) — Белоухая лихмера
- Lichmera argentauris (Finsch, 1871) — Серебряноухая лихмера
- Lichmera deningeri (Stresemann, 1912) — Буруанская лихмера
- Lichmera flavicans (Vieillot, 1817) — Тиморская лихмера
- Lichmera incana (Latham, 1790) — Сероухая лихмера
- Lichmera indistincta (Vigors & Horsfield, 1827) — Бурая лихмера
- Lichmera monticola (Stresemann, 1912) — Горная лихмера
- Lichmera notabilis (Finsch, 1898) — Необычная лихмера
- Lichmera squamata (Salvadori, 1878) — Чешуйчатая лихмера

Lichmera lombokia может быть исключена из состава рода по результатам исследования ДНК, так как оказалась ближе к Myzomela.

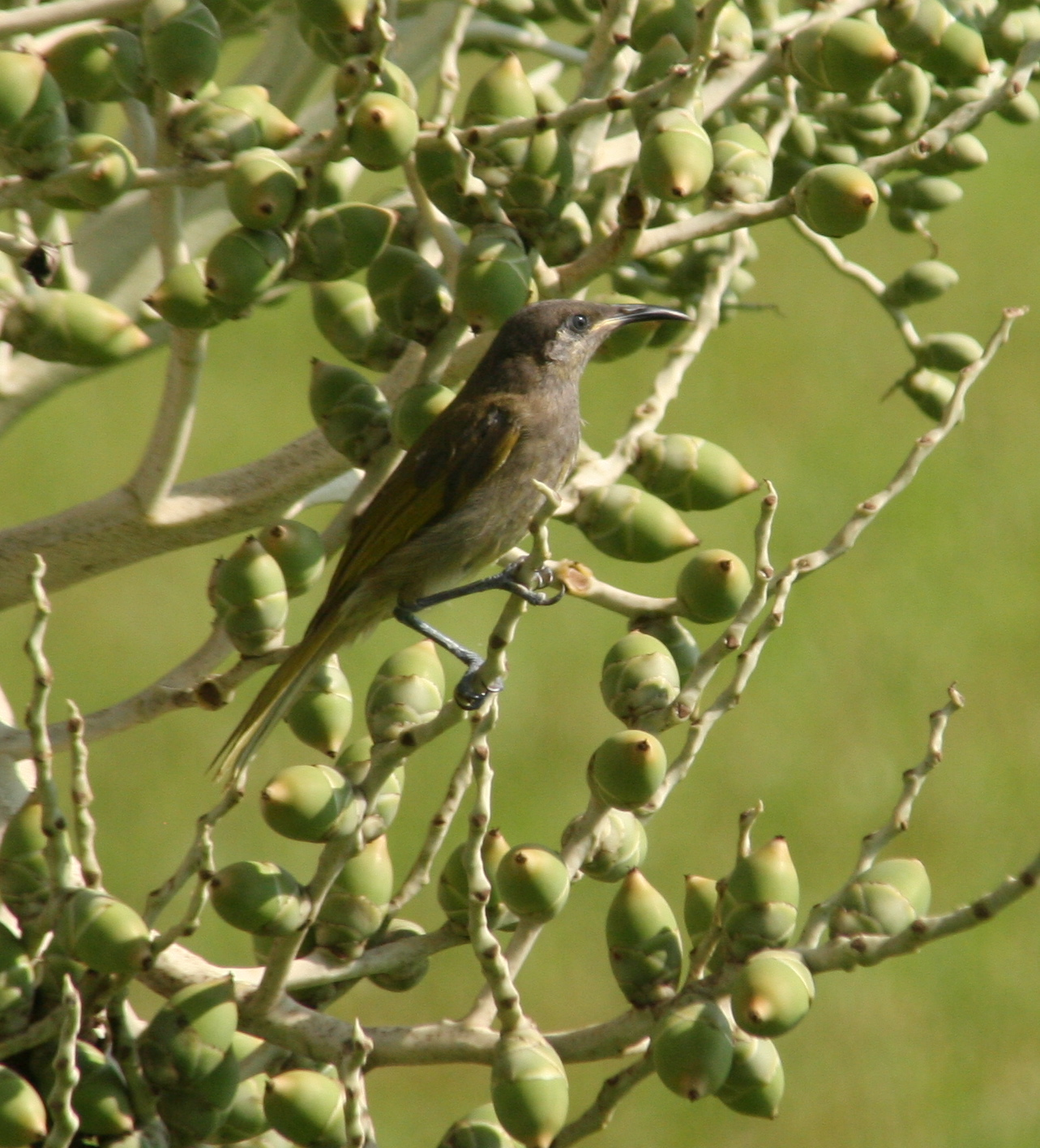
Lichmera incana
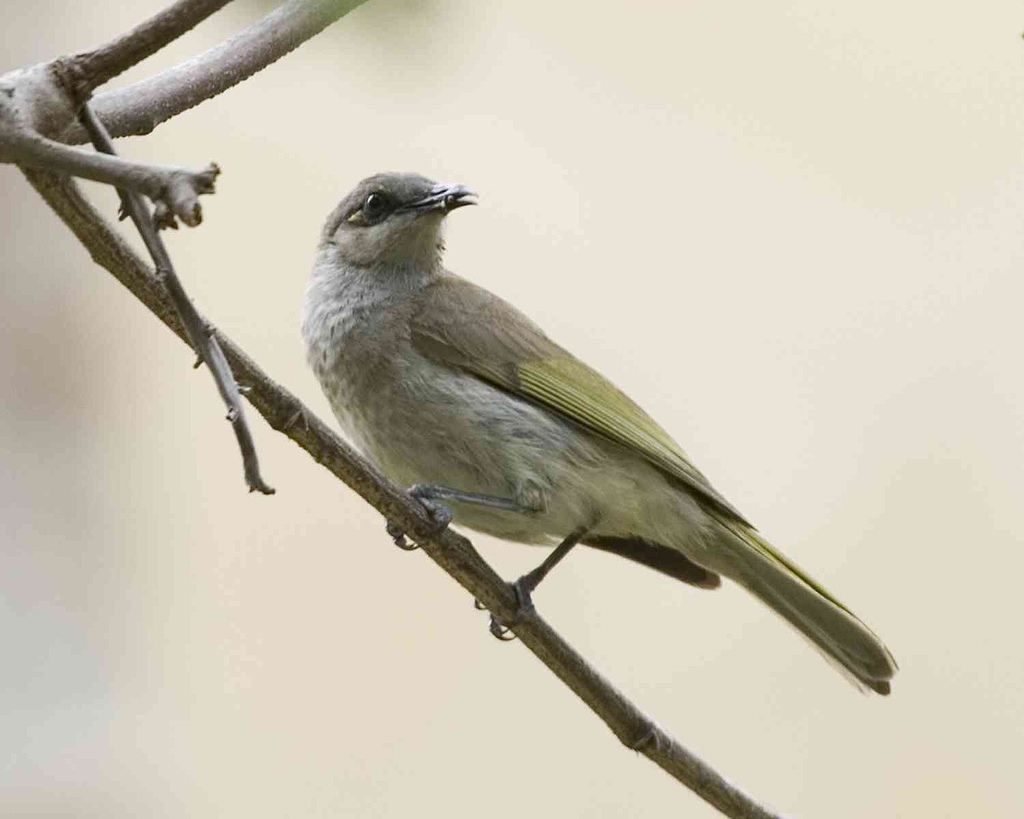
Lichmera limbata